# Pea Ridge (Virgínia de l'Oest)
Pea Ridge és una concentració de població designada pel cens dels Estats Units a l'estat de Virgínia de l'Oest. Segons el cens del 2000 tenia 6.363 habitants.

## Demografia
Segons el cens del 2000, Pea Ridge tenia 6.363 habitants, 2.814 habitatges, i 1.820 famílies. La densitat de població era de 1.063,5 habitants per km².
Dels 2.814 habitatges en un 23,4% hi vivien nens de menys de 18 anys, en un 54,9% hi vivien parelles casades, en un 8,2% dones solteres, i en un 35,3% no eren unitats familiars. En el 30% dels habitatges hi vivien persones soles l'11,1% de les quals corresponia a persones de 65 anys o més que vivien soles. El nombre mitjà de persones vivint en cada habitatge era de 2,25 i el nombre mitjà de persones que vivien en cada família era de 2,8.
Per edats la població es repartia de la següent manera: un 19,4% tenia menys de 18 anys, un 9,1% entre 18 i 24, un 28,5% entre 25 i 44, un 25,2% de 45 a 60 i un 17,8% 65 anys o més.
L'edat mediana era de 41 anys. Per cada 100 dones de 18 o més anys hi havia 86,5 homes.
La renda mediana per habitatge era de 41.739 $ i la renda mediana per família de 55.294 $. Els homes tenien una renda mediana de 41.192 $ mentre que les dones 26.090 $. La renda per capita de la població era de 23.904 $. Entorn del 3,8% de les famílies i el 6,2% de la població estaven per davall del llindar de pobresa.

## Poblacions més properes
El següent diagrama mostra les poblacions més properes.